# Длугашевський Костянтин Наумович
Костянтин Наумович Длугашевський (24 грудня 1905, село Слобода-Кучинка Слуцького повіту Мінської губернії, тепер Мінської області, Білорусь — 1997, місто Мінськ, Білорусь) — білоруський радянський діяч, голова Брестського облвиконкому, голова Мінського міськвиконкому. Депутат Верховної ради Білоруської РСР 1-го, 3-го, 5-го скликань. Депутат Верховної Ради СРСР 2—4-го скликань.

## Життєпис
Народився в селянській родині. З 1925 року — секретар сільської ради, голова сільської ради в Копильському районі Білоруської РСР.
У 1927—1929 роках служив у Червоній армії.
Член ВКП(б) з 1928 року.
З 1929 року був головою колгоспу, очолював спілку споживчої кооперації, працював у редакції газет.
29 листопада 1939 — червень 1941 (офіційно 20 липня 1944) року — голова виконавчого комітету Брестської обласної ради депутатів трудящих.
З липня 1941 року — в Червоній армії, учасник німецько-радянської війни. У серпні 1941 року був важко поранений. Після одужання служив заступником командира із політичної частини 986-го (185-го) артилерійського полку 321-ї стрілецької дивізії (82-ї гвардійської стрілецької дивізії). У 1944—1945 роках — заступник командира із політичної частини — начальник політичного відділу 48-ї окремої винищувально-протитанкової артилерійської бригади Резерву головного командування. Воював на Західному, Сталінградському, 3-му Українському фронтах.
У 1945—1946 роках — 1-й заступник голови Президії Верховної ради Білоруської РСР.
У квітні 1946 — 1954 року — голова виконавчого комітету Мінської міської ради депутатів трудящих.
У 1954 — 29 травня 1957 року — заступник міністра житлово-комунального господарства Білоруської РСР.
29 травня 1957 — лютий 1968 року — начальник Головного управління комунального господарства та енергетики при Раді міністрів Білоруської РСР; начальник Головного управління комунального господарства при Раді міністрів Білоруської РСР.
З 1968 року — персональний пенсіонер у місті Мінську.
Помер 1997 року в місті Мінську.

## Звання
- майор
- підполковник

## Нагороди
- два ордени Леніна (1948, 1958)
- орден Червоного Прапора (27.05.1945)
- два ордени Вітчизняної війни ІІ ст. (13.08.1944, 6.04.1985)
- орден Трудового Червоного Прапора (1.01.1944)
- орден Червоної Зірки (9.04.1943)
- медаль «За оборону Сталінграда»
- медаль «За перемогу над Німеччиною у Великій Вітчизняній війні 1941—1945 рр.»
- медалі